# Zinkveldmuur
Zinkveldmuur (Sabulina verna, synoniem: Minuartia verna, Alsine verna) is een overblijvende plant, die tot de anjerfamilie behoort. De plant komt van nature voor in Midden-Europa, West Azië en Noord-Afrika en is inheems in Wallonië. Het aantal chromosomen is 2n = 24 of 48.
De zodevormende plant wordt 5-20 cm hoog. De stengels zijn vaak zwak kleverig behaard. De vegetatieve stengels liggen en de bloeiende stengels staan rechtop. De drienervige bladeren zijn lijnvormige en hebben een spitse top. De onderkant van de bladeren is gekield.
Zinkveldmuur bloeit vanaf mei tot in september met witte, 6-8 mm grote bloemen. De ovaal-lancetvormig kelkbladen zijn iets korter dan de ovale kroonbladen. De helmknoppen van de tien meeldraden zijn paars.
De vrucht is een driekleppige, dehiscente (openspringende) doosvrucht. De zaden hebben een wrattig uiterlijk.

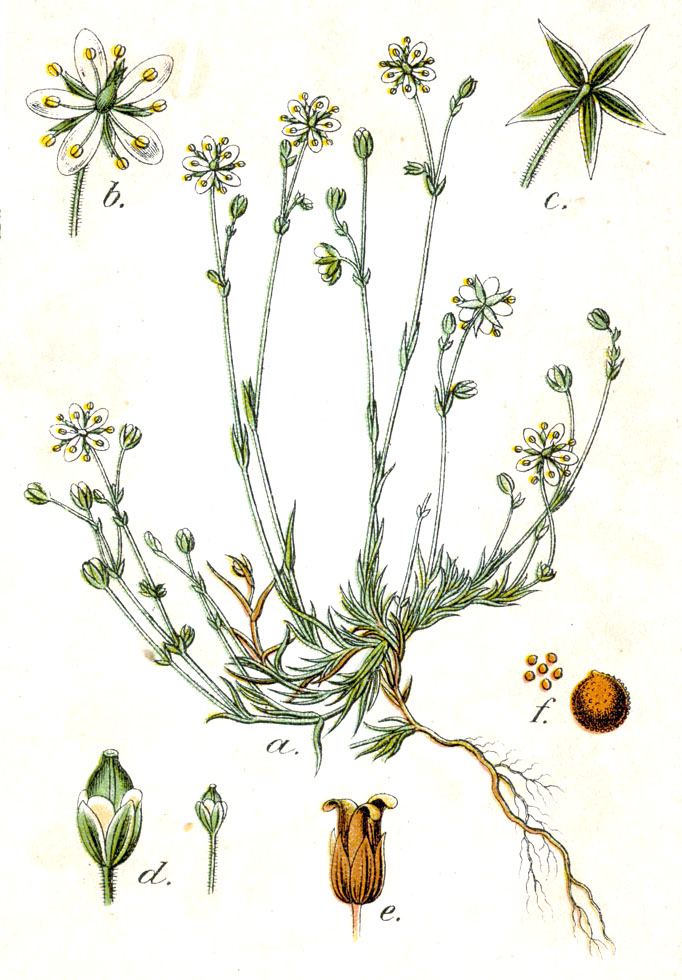
Illustratie van Jacob Sturm
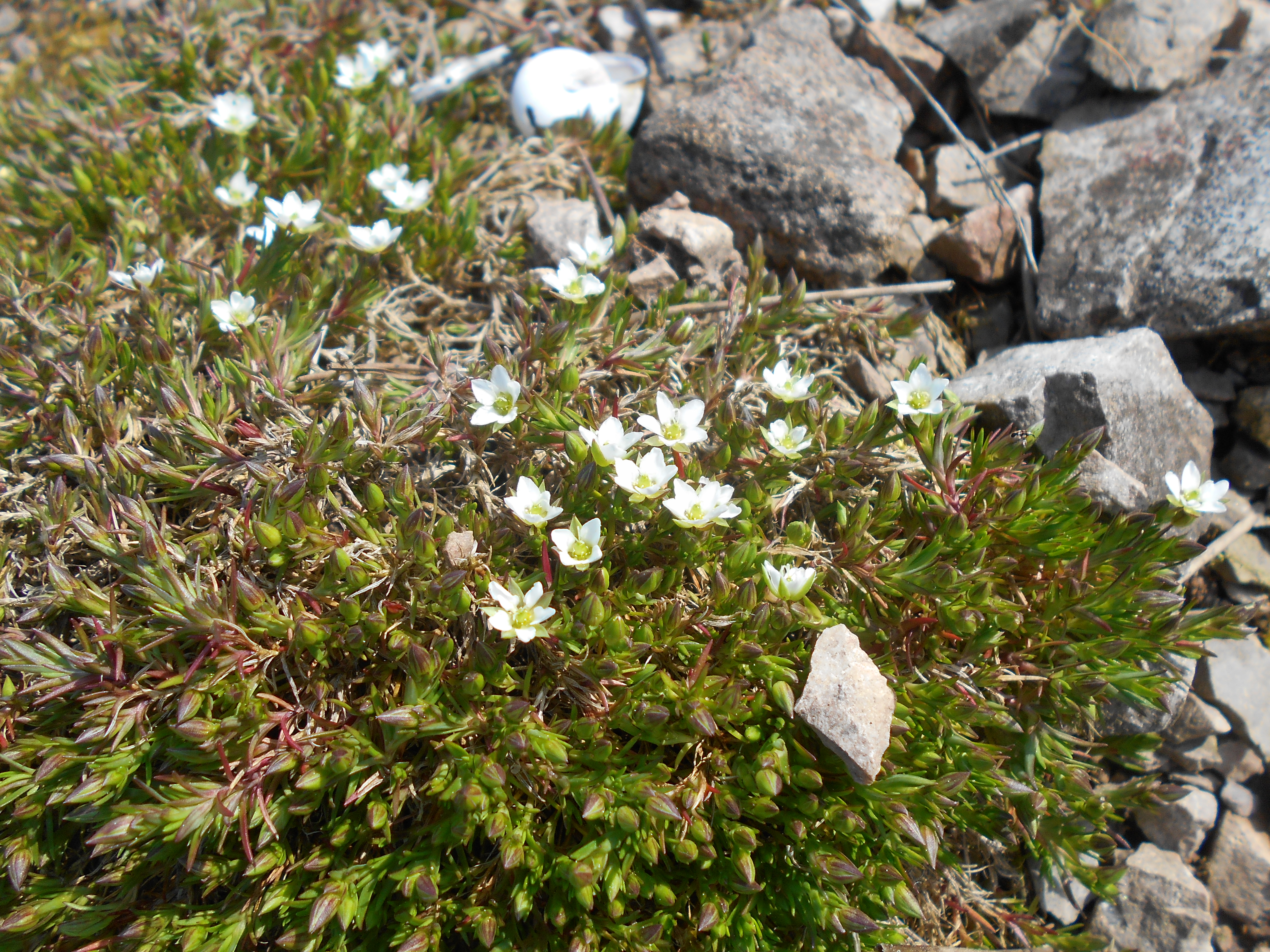
Plant
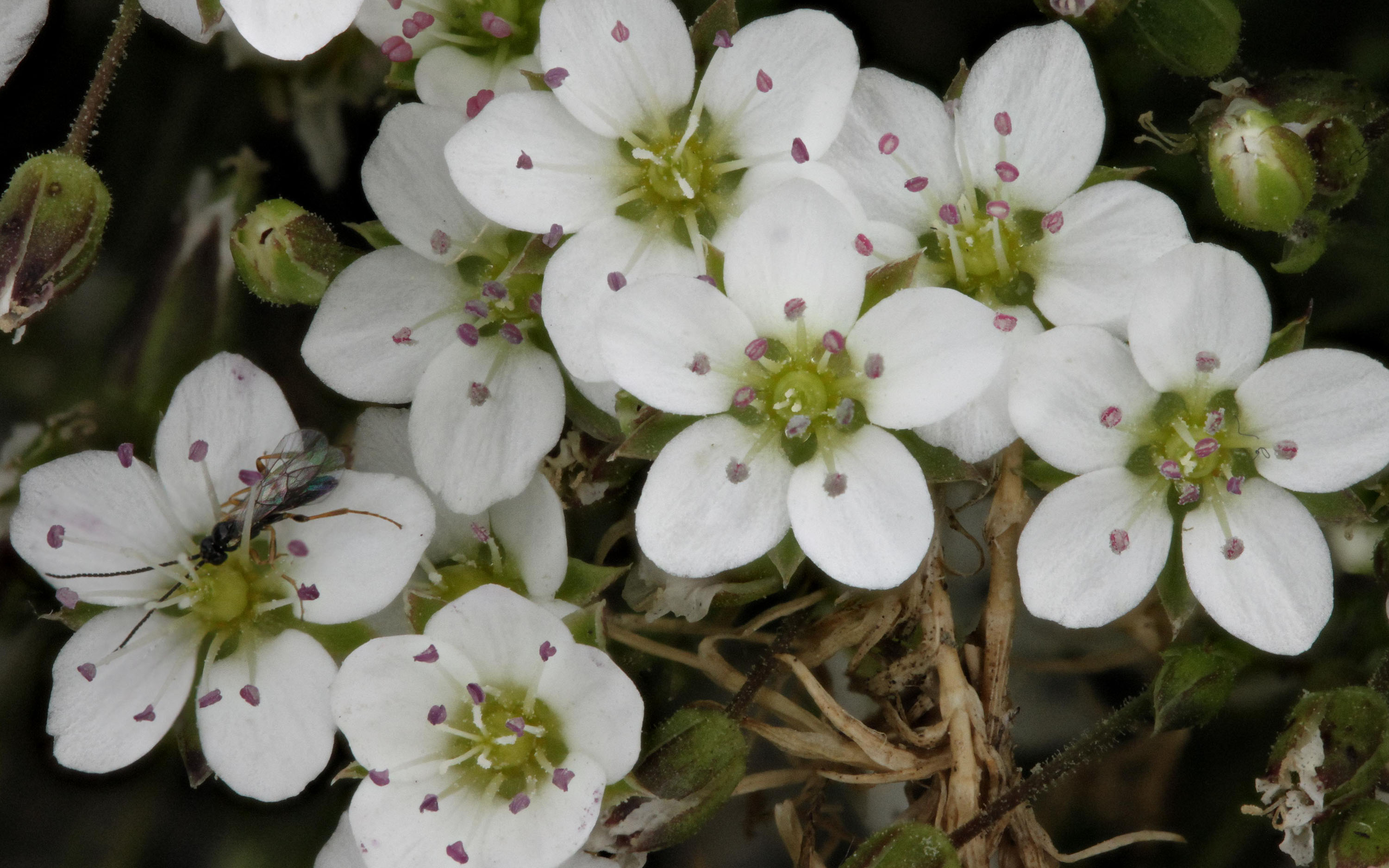
Bloemen
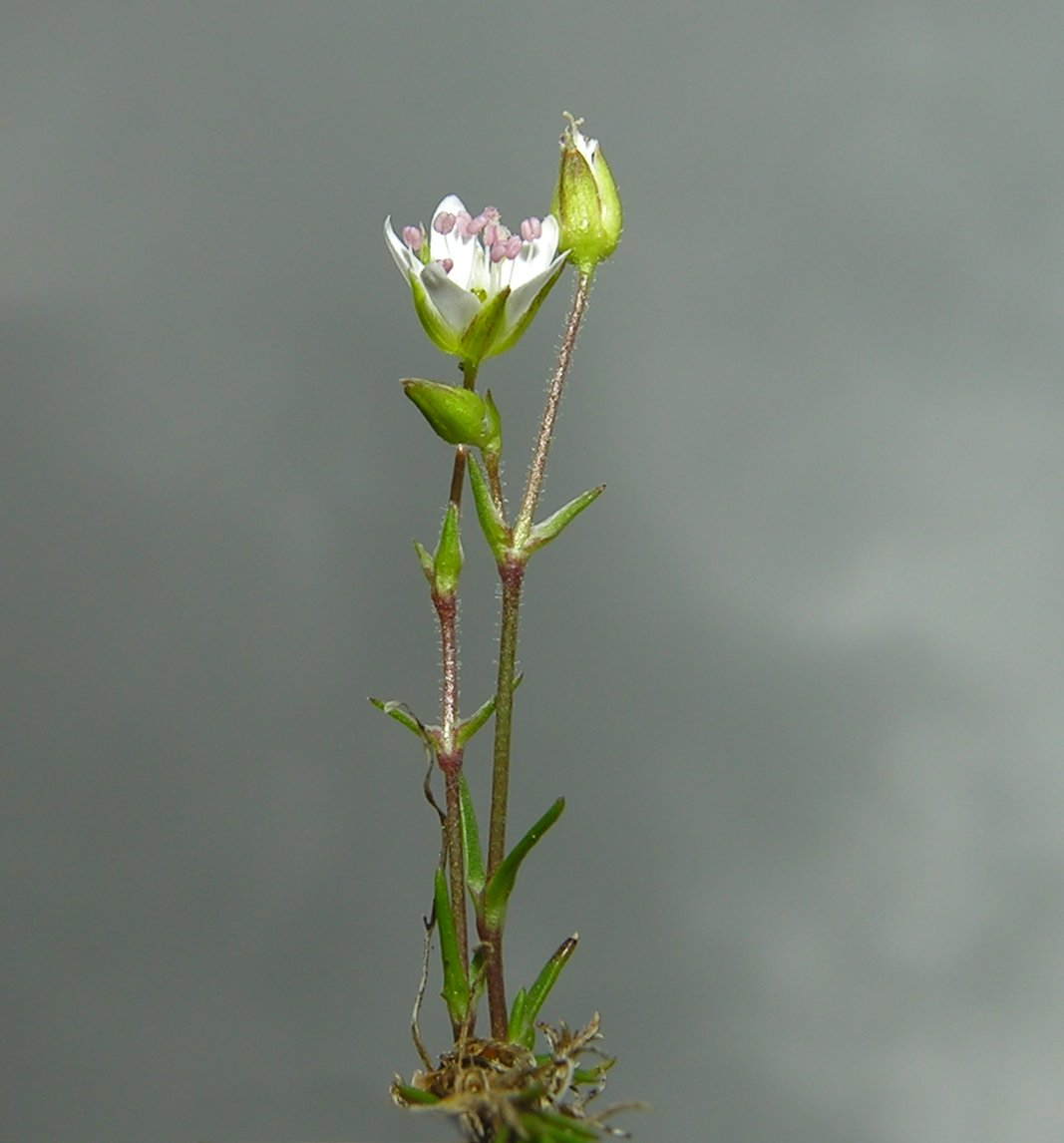
Kelk

Zinkveldmuur komt voor op droge, stenige, kalkrijke of zinkhoudende grond in berggrasland, tussen puin en mijnafval.

## Ondersoorten
- S. v. subsp. brevipetala
- S. v. subsp. grandiflora
- S. v. subsp. hercynica
- S. v. subsp. kabylica
- S. v. subsp. oxypetala
- S. v. subsp. verna